# Choustník (přírodní rezervace)
Choustník je přírodní rezervace o rozloze 9,67 ha v Jihočeském kraji, nacházející se asi 15 km jihovýchodně od Tábora a asi kilometr východně od stejnojmenné obce. Geomorfologicky lokalita leží v jižní části Svidnické vrchoviny.
Přírodní rezervace byla vyhlášena v roce 1926 a k jejímu rozšíření na momentální rozlohu došlo v roce 1949. Chráněné území spravuje Krajský úřad Jihočeského kraje. Předmětem ochrany jsou především skalní útvary (bradla) tvořeny žulou a ortorulou, které zde tvoří skalní město. Pro zdejší skály je typický matracovitý vzhled a voštiny, a na území Choustníka se jich nachází celkem sedm. Dále jsou zde zbytky květnatých bučin a suťových lesů, které se zachovaly v téměř původním složení i přes antropogenní činnost, a především, pro květnaté bučiny typicky složené, bylinné patro. Z fauny je zde významný výskyt několika druhů ohrožených mlžů a několik druhů ptactva (včetně sov a druhů typických pro starší listnaté porosty).
Rezervace je hojně turisticky využívána, a to jak díky zřícenině hradu, která se v ní nachází, tak díky skalnímu městu s horolezeckými cestami. K hradu a ke skalnímu městu vede zpevněná, zeleně značená turistická trasa, po cestě se nachází několik odpočívadel a u začátku stezky je vystavěno parkoviště.

## Lokalita
Přírodní rezervace pokrývá vrcholové partie hřbetu Svidnické vrchoviny (ta je součástí Křemešnické vrchoviny, jež je podcelkem Českomoravské vrchoviny) a nachází se východním okraji stejnojmenné obce. Z druhé strany na ni přiléhá obec Mlýny a ze severu i jihu ji obklopují pole. Rozloha přírodní rezervace činí 9,67 ha a nadmořská výška dosahuje 620 až 669 m n. m.
Na jižním okraji přírodní rezervace se nachází zřícenina stejnojmenného hradu ze 13. století.
Katastrálně území spadá pod okres Tábor v Jihočeském kraji.

## Historie
V původním porostu dominoval buk lesní (Fagus sylvatica), dalšími přítomnými druhy byly javor klen (Acer pseudoplatanus), jedle bělokorá (Abies alba), lípa malolistá (Tilia cordata), jilm horský (Ulmus glabra), a v menší míře také smrk ztepilý (Picea abies). Vrchol Choustníka býval mnohem méně zalesněn, především kvůli životu na hradě. I tak ale nebyl vrchol nikdy využíván jako hospodářský les, a proto se zde zachovalo druhové složení stromů víceméně stejné až dodnes (k prosinci 2020), i přes to, že v 16. století byl vrchol zasažen těžbou.
V posledním desetiletí dochází k odstupu stromového patra, k jemuž přispívá odklízení dřeva postiženého kůrovcem. Významný je také okus mladých stromků zvěří. Stromové patro se na mnoha místech nestíhá obnovovat a jeho místo zaujímají nitrofilní byliny.
Středová část se skalním městem zůstává majetkem státu, přičemž právo s ní hospodařit má Agentura ochrany přírody a krajiny ČR, okolní části jsou majetkem fyzických osob, z nichž každá mě pětinový podíl. Majitelem hradu Choustník je obec Choustník.

## Přírodní poměry

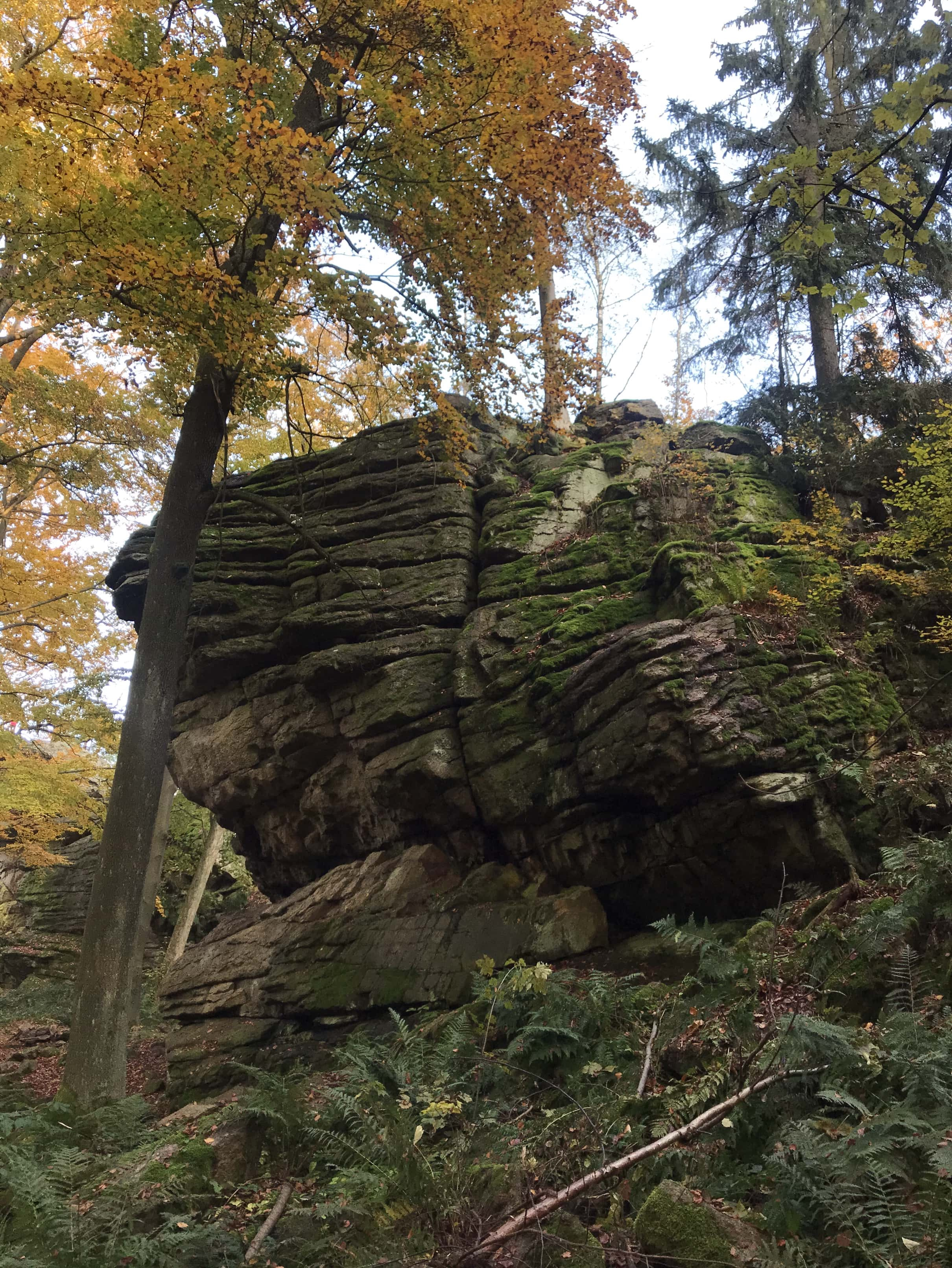
Skála s matracovitým vzhledem

### Geologie a hydrologie
Na vrcholu Choustníka jsou výrazné skalní útvary, tzv. bradla tvořena žulou a ortorulou, vzniklou ve smykových zónách z původní žuly. K přeměnění žuly na ortorulu došlo působením obrovského tlaku (6 - 8 tisíc MPa) zřejmě při dopadu meteoritu mezi dnešními Českými Budějovicemi a Benešovem před asi 2 miliardami let.
Okraje skalních útvarů jsou obohaceny muskovitem a na skalách je patrné voštinové zvětrávání, způsobené reakcí roztoků se žulou a krystalizací mladších nerostů, díky kterému se na povrchu skal vytvořila síť tzv. voštin - malých, několik centimetrů hlubokých jamek.

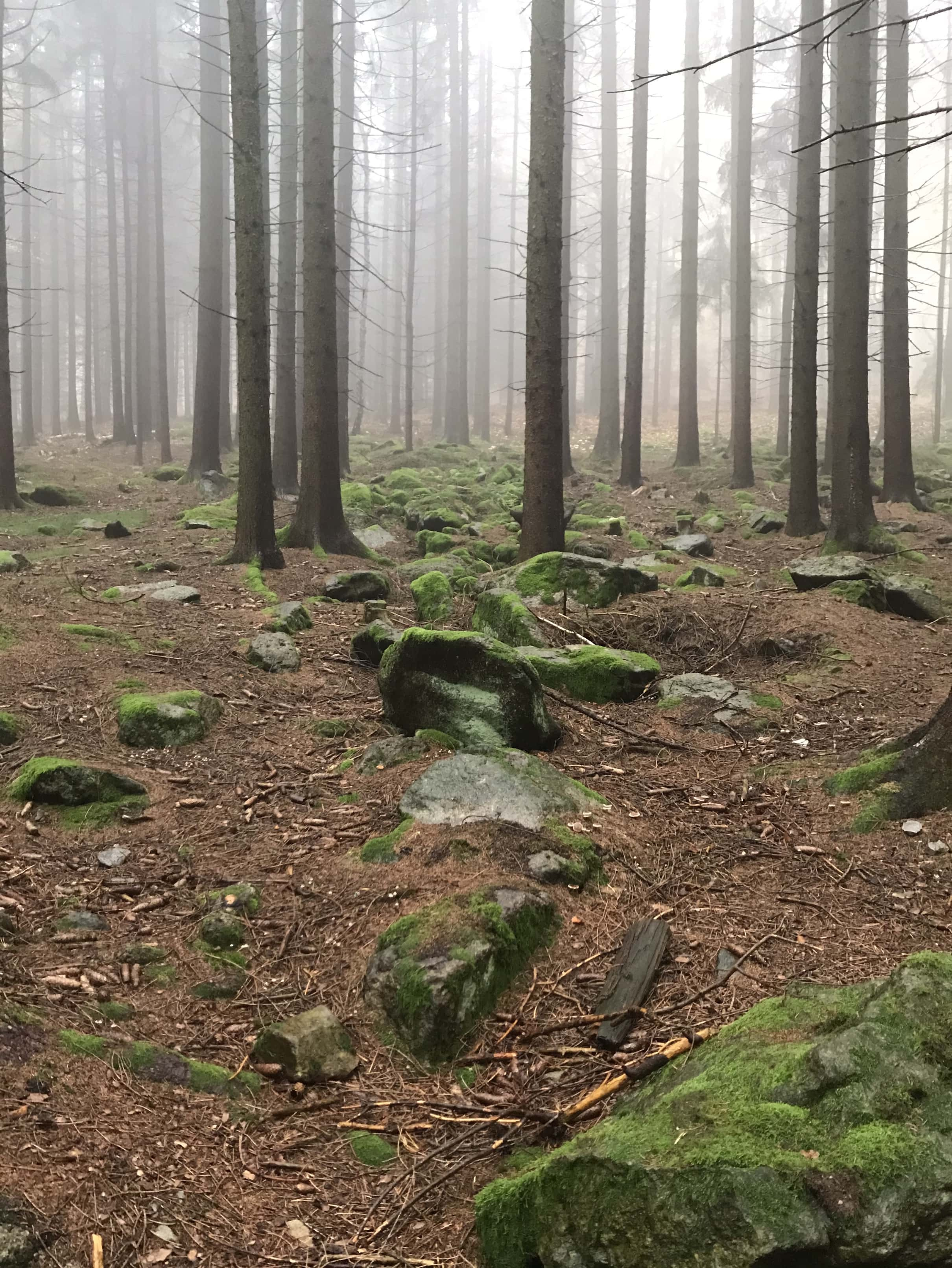
Roztroušené balvany tvořící kamenné moře

Typické pro místní skály je také „matracovitý vzhled“, způsobený odnosem granitu z vodorovných štěrbin.
Tyto skály jsou geologicky typické a jejich vytváření dokládá teorii horninových deformací jak v obecném, tak regionálním kontextu.
Komplex choustnických skal tvoří skalní město, které je jedním z předmětů ochrany. Po celém povrchu Choustníku jsou roztroušeny balvany, které místy tvoří až kamenná moře. Ta jsou výsledkem přirozeného řícení vrcholových kusů skal.
Choustníkem neprochází žádný pramen, nejbližším vodním tokem je Černovický potok protékající obcí Mlýny jihovýchodně kolem přírodní rezervace, který se v Soběslavi vlévá do řeky Lužnice, a Borecký potok, který v obci Choustník pramení a v Plané nad Lužnicí se vlévá do Lužnice. Na katastrálním území obce Choustník se nachází šest rybníků.

### Flóra

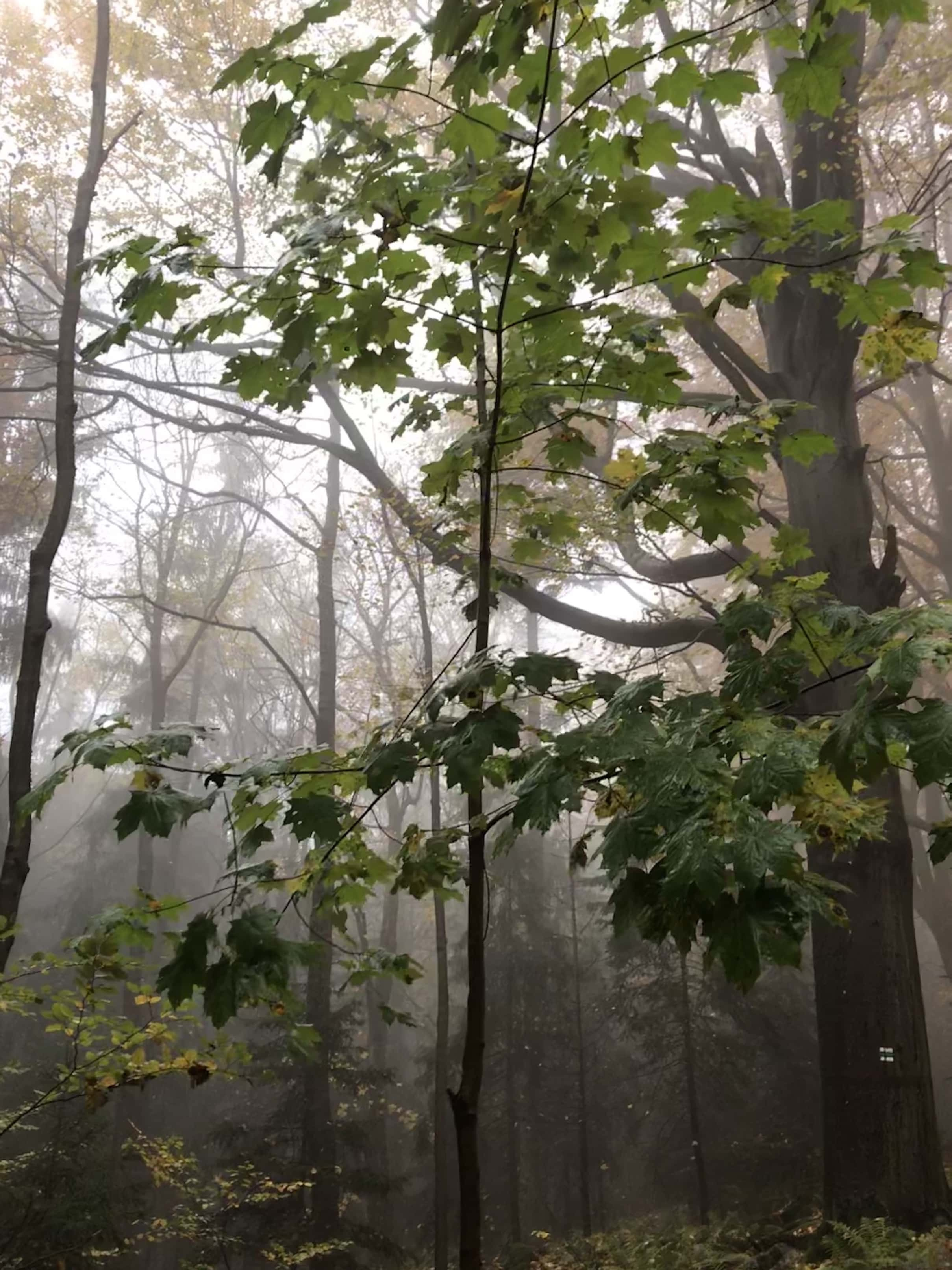
Javor klen

Stromové patro Choustníku tvoří převážně buk lesní (Fagus sylvatica), javor klen (Acer pseudoplatanus) a v nepřirozeně velkém množství také smrky (rod Picea). Dále také jasan ztepilý (Fraxinus excelsior) a nepůvodní modřín opadavý (Larix decidua).

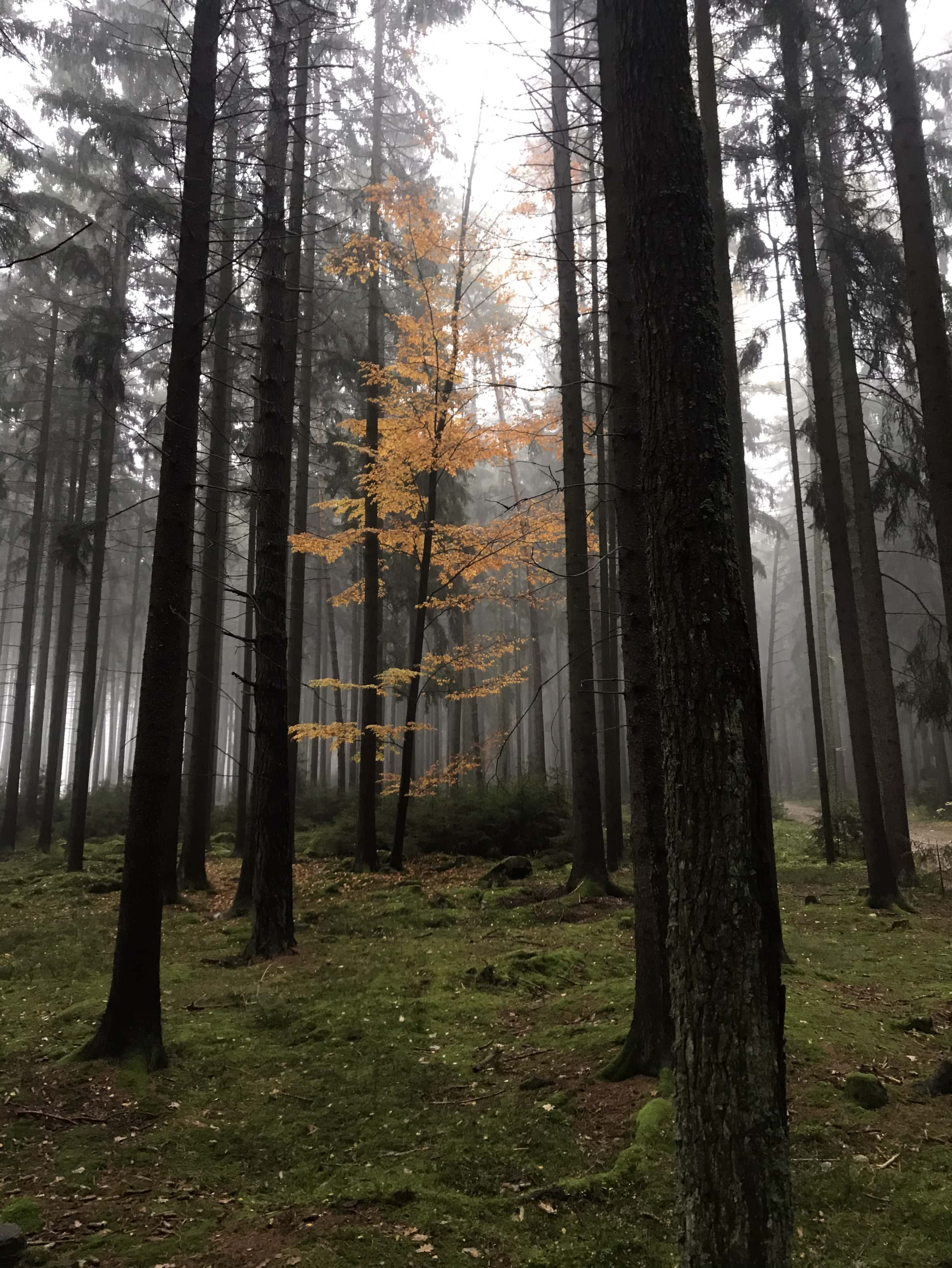
Buk lesní mezi smrky

Na vrcholu je možné nalézt rovněž náletové dřeviny, jako je vrba jíva (Salix caprea), bříza bělokorá (Betula pendula), topol osika (Populus tremula) nebo jeřáb ptačí (Sorbus aucuparia). Zřídka lze nalézt i javor mléč (Acer platanoides) a dub letní (Quercus robur). Stromové patro na mnoha místech degraduje a není zde dostatečně zajištěna nástupní generace.
Roztroušené keřové patro, přítomné ve světlinách porostu, je tvořeno nitrofilními druhy, jakými jsou krušina olšová (Rhamnus frangula) a bezy (bez černý – Sambucus nigra a bez hroznatý – Sambucus racemosa).

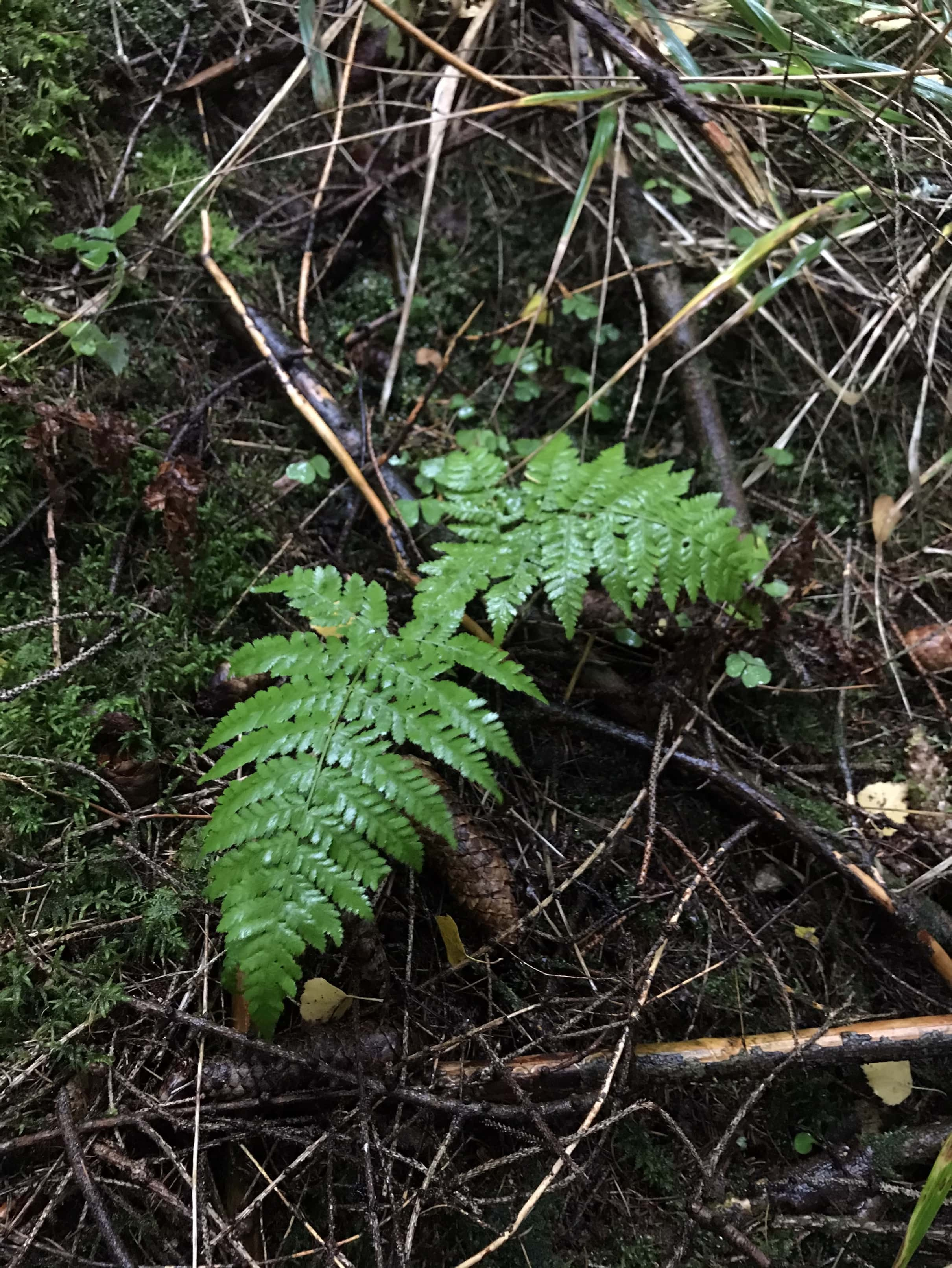
Kapraď samec

Pro lokalitu je však typické bylinné patro, zachovalé hlavně v méně frekventovaných částech Choustníka, jež svým složením indikuje květnaté bučiny.
Mezi přítomné druhy patří: samorostlík klasnatý (Actaea spicata), kapraď samec (Dryopteris filix-mas), sveřep Benekenův (Bromus benekenii), kostřava lesní (Festuca altissima), pitulník horský (Galeobdolon montanum), svízel vonný (Galium odoratum), bažanka vytrvalá (Mercurialis perennis) a další.
Na holinách vzniklých těžbou kůrovcového dřeva se uplatňují rozpínavé nitrofilní druhy – třtina křovištní (Calamagrostis epigejos), ostružiníky (rod Rubus) a ostřice třeslicovitá (Carex brizoides).
Vegetace na vrcholu Choustníka je heterogenní, převažují v ní náletové dřeviny, nenáročné acidofilní byliny a na místech s vyšším obsahem humusu ostružiníky. To je způsobeno antropologickým působením v okolí hradu (v minulosti, ale i v současnosti, kdy dochází k ušlapávání bylinného patra turisty v okolí zříceniny).

### Fauna
Z bezobratlé fauny je na Choustníku možno nalézt několik druhů hmyzu, např. střevlíka nosatého (Cychrus caraboides), drabčíka (Phloeostiba lapponica), bráněnku (Beris geniculata), octomilku (Leucophenga maculata) či poskočilku (Sectiliclava paliuri).
Lokalita je habitatem 29 druhů mlžů, z nichž je několik na Červeném seznamu: zemoun skalní (Aegopis verticillus), vrkoč horský (Vertigo alpestris), v. lesní (V. pusilla), řasnatka lesní (Macrogastra plicatula), skelnička zjizvená (Vitrea subrimata), hladovka horská (Ena montana) a vřetenatka mnohozubá (Lacinaria plicata), jež v regionu patří k nejvzácnějším druhům.
Z obratlovců je možno pozorovat užovku obojkovou (Natrix natrix) a ropuchu obecnou (Bufo bufo), v lokalitě hnízdí také několik druhů ptáků typických pro starší evropské listnaté porosty: holub doupňák (Columba oenas), strakapoud velký (Dendrocopos major), dlask tlustozobý (Coccothraustes coccothraustes), žluna zelená (Picus viridis) či sýkora babka (Parus palustris). V okolí lokality hnízdí také několik sov, např. kulíšek nejmenší (Glaucidium passerinum), sýc rousný (Aegolius funereus), puštík obecný (Strix aluco) a ohrožený výr velký (Bubo bubo).
Ve sklepení hradu zimuje několik druhů netopýrů (jedná se však o nepříliš početné populace) - např. netopýr ušatý (Plecotus auritus), netopýr rezavý (Nyctalus noctula) a také ohrožení netopýr velký (Myotis myotis) a netopýr černý (Barbastella barbastellus).
V sutích pod hradbami žije chráněná veverka obecná (Sciurus vulgaris) a bělozubka bělobřichá (Crocidura leucodon).

## Ochrana a management
První snahy o ochranu území sahají do roku 1929, kdy byla vrcholová část Choustníka se skalním městem vyhlášena jako vzácná přírodní památka. Území bylo původním majitelem (Klub českých turistů) ohrazeno kamennými mezníky, většina se však nedochovala.
Od roku 1949 byly k okolí skalního města přidány lesní porosty na JV a SV svazích. V těchto porostech byla těžba dřeva omezena pouze na odstraňování souší.
V současné době je vymezení přírodní rezervace zastaralé, a nejsou v něm obsažena všechna cenná společenstva, je tedy nutné po dohodě se všemi vlastníky území přírodní rezervace rozšířit, žádná dohoda však zatím uzavřena nebyla (listopad 2020). Do budoucna je doporučena péče o les s co nejmenšími zásahy, umělá obnova lesa by měla být realizována pouze na místech, kde není pravděpodobná přirozená obnova. Proti okusu nástupní generace porostu lesní zvěří je doporučeno oplocení a jako individuální ochrana sazenic repelentní nátěr.

## Turismus a horolezectví

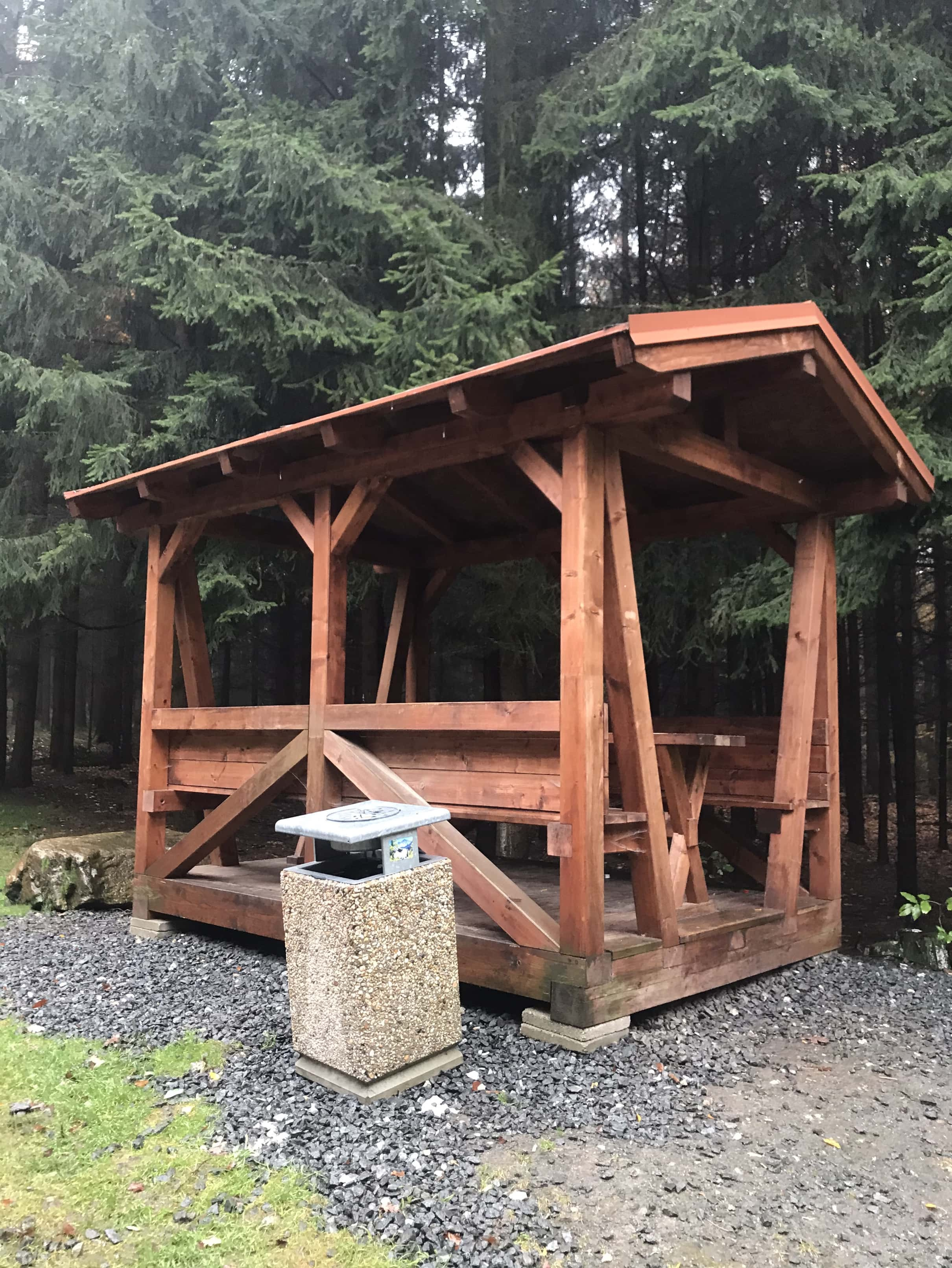
Turistické odpočívadlo u cesty na Choustník

Lokalita je hojně turisticky vyhledávána především díky zřícenině hradu, která je v současné době za poplatek zpřístupněna veřejnosti. Obec Choustník je dostupná několika spoji vedoucími z okolních měst (Tábor, Sezimovo Ústí, Planá nad Lužnicí), lokalitu je možné navštívit i na kole a autem, pod zříceninou je zřízeno parkoviště.
Ke skalnímu městu vede zeleně značená turistická trasa propojující obec Choustník na západní straně a obec Mlýny na straně severovýchodní.
Skalní hradby na vrcholu Choustníka jsou hojně využívány horolezci. Na sedmi skalách, respektive skalních věžích (v pořadí směrem od hradu Bivak, Rozcvička, Bašta, Třináctka, Vyhlídka, Žlutá, Opičí, Lužická a Rácocha) je vyznačeno téměř devět desítek horolezeckých cest od druhého až po osmý stupeň obtížnosti UIAA. S výjimkou cest, které lze jistit smyčkami nebo vklíněnci, jsou všechny popsané cesty zabezpečeny fixními prostředky.